# Pascual Baburizza
Pascual Baburizza Soletic (en croata Pasko Baburica Šoletić, en italiano Pasquale Baburizza); nació en la isla de Koločep (en italiano Calamotta), entonces parte del Imperio Austrohúngaro y actualmente Croacia, el 28 de abril de 1875 - falleció en Los Andes, Chile, el 13 de agosto de 1941. Fue un empresario croata, que a los 17 años de edad se radicó en Chile, país en el que vivió hasta su muerte. Es recordado principalmente por haber legado su colección de pintura europea a Valparaíso —que hoy forma parte del Museo Municipal de Bellas Artes, que ocupa la que fue la mansión de Baburizza—, además de haber mandado a construir el parque El Salitre en Viña del Mar (actual Jardín Botánico Nacional) y de haber donado gran parte de su enorme fortuna a diversas instituciones de Chile y de la actual Croacia.

## Biografía
Nacido en la actual Croacia cuando formaba parte del Imperio austrohúngaro, Pascual Baburizza llegó a Chile en 1892, aparentemente junto a su hermano Vicko (Vincenzo o Vicente), dos años menor que él. Su padre había fallecido a fines del año anterior, el 9 de diciembre, y su hermano mayor, Antun (Antonio), de 24, tuvo que quedarse como jefe de familia al cuidado de la madre y las hermanas.
No se ha conservado la ficha de su ingreso al país, pero se supone que los hermanos arribaron a Chile, como la mayoría de los inmigrantes dálmatas que se instalaron en el norte, atraídos por el boom del salitre, vía Buenos Aires hasta Valparaíso, donde deben haberse embarcado para Iquique o Antofagasta.
Se instalaron en un comienzo en Iquique, que junto con Antofagasta y con la sureña Punta Arenas, fueron lugar de residencia de una importante colonia de inmigrantes croatas provenientes de Dalmacia. Obtuvo sus primeras ganancias en la venta de carne y pescado en la pampa salitrera. 
Vicko (Vicente) Baburizza regresó a su patria en una fecha posterior a 1907 —año en que se sabe estaba en Chile por el poder general que le da Pascual para reprensentarlo—: en 1912 se casa en Dubrovnik. Después, en 1920, regresa a buscar la parte que le correspondía en los negocios de su hermano, pero en Valparaíso se enfermó y murió de peritonitis el 18 de febrero. Más tarde, "habría llegado su sobrino Božo (Natalio), un joven que gustaba de la buena vida, poco disciplinado, y al que su tío Pascual habría adoptado y mandado a educar a Suiza. Božo tenía una personalidad expansiva y le gustaba el lujo". Curiosamente, Baburizza, hombre austero, "no solo no se lo recriminaba, sino que lo permitía". En 1926 arribó Đivo (Juan), otro sobrino hijo de Antun y hermano de Božo, que aunque por lo visto tenía la misión de buscar el dinero del fallecido Vicko, decidió quedarse al ver las perspectivas que se le abrían con su tío Pascual. 
Baburizza trabajó primero en Iquique con sus compatriotas en la ferretería de Nicolás Gjik y luego en La Culebra, importante mercería de la época que pertenecía a los también croatas Stančić y Dobroević; después se habría independizado para dedicarse a vender pescados frescos y habría ampliado sus ventas de productos hacia la pampa salitrera de Tarapacá. 
Muy joven conoció al dálmata Remigio Gazzari Šantić, un alto ejecutivo del ferrocarril salitrero de Iquique, con el que, a pesar de la diferencia de edad, estableció una estrecha amistad que desembocó en la formación de una sociedad conjunta para abastecer de carnes a la zona (en 1907 ya aparecía en la guía de teléfonos de Huara, con el nº555). Paralelamente, Baburizza había comenzado a iniciarse en el negocio del salitre, comprando oficinas: en 1902 había constituido una sociedad con Pablo y Luis Mitrović y Cía, dueños de la oficina Dalmacia, donde Baburizza tenía el 9% de las acciones, Gazzari otro tanto, siendo los hermanos Mitrović los accionistas mayoritarios. La oficina se vendió en 1904 y al año siguiente crea con su amigo Remigio Gazzari la sociedad Gazzari y Cia para explotar la oficina Tarapacá. Así comenzó el camino de Baburizza que lo llevaría a convertirse en un gran empresario y a amasar una de las fortunas más grandes de Chile.

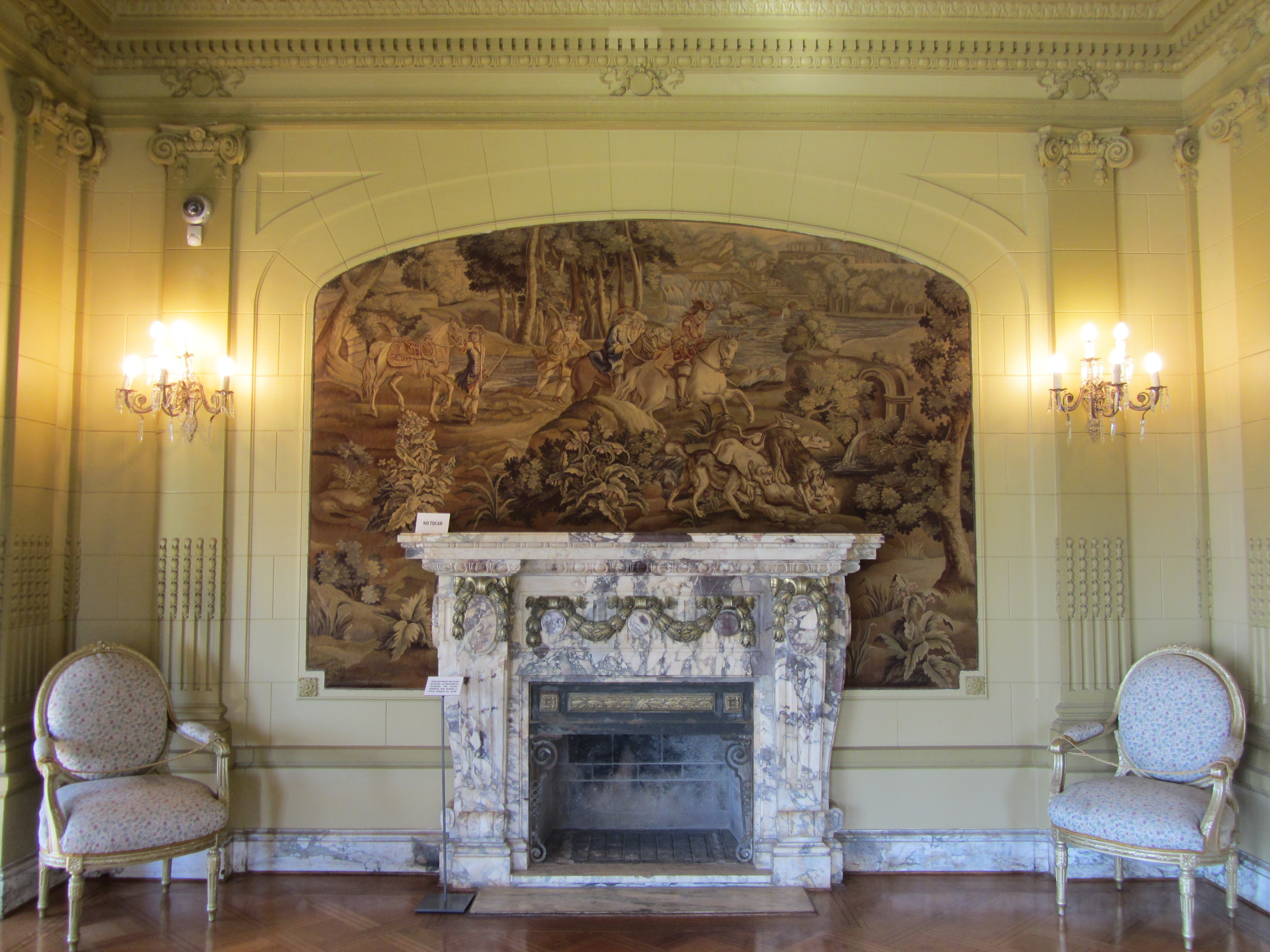
El gobelino y la chimenea de mármol a la que enmarca en el salón del palacio Baburizza.

En 1910 nace la sociedad Baburizza, Briceño y Cía, dedicada al negocio de la carne; por esos años se convierte en importante accionista de la Compañía de Salitres Antofagasta. A fines de 1912 venderá la mayor parte de esas acciones y al año siguiente se hizo cargo de los créditos de la quebrada Compañía Salitrera Progreso, comprándoselos al Banco de Chile. Para adquirir la mencionada salitrera, crea el 28 de febrero de 1913 con Augusto Bruna y su amigo José Lukinović la sociedad Baburizza, Bruna y Lukinović (en 1917 Bruna, que dos años antes había sido elegido senador por Antofagasta en representación del Partido Radical, se retiraría, pasando a llamarse Baburizza, Lukinović y Cía). Desde este negocio comenzó a expandir sus propiedades llegando a controlar gran parte de la cadena productiva de la compra y venta del nitrato en la región. Con la compra de la Compañía Lautaro en 1923 a los ingleses, obtuvo el control de casi el 30% de la industria del mercado. Cinco años más tarde, ante la inminente crisis del salitre, vendió todas sus acciones al grupo norteamericano Guggenheim Bros, que pertenecía a la familia del mismo bombre. La compra por parte de esta compañía de esos derechos, fue interpretado por el gobierno de Chile, como una señal favorable frente a la crisis que se avecinaba. 
Además de esa sociedad, tuvo también la sociedad Baburizza y Cicarelli, el Banco Yugoslavo (cuya gerencia general trasladó en 1917 de Punta Arenas a Valparaíso), el molo de Antofagasta (firma Baburizza, Lagamgue y Cia), compañías de seguros, la naviera Yugoslava-Americana, que después se fusionó con la Jugoslavanska Atlantska Plovidba (Compañía Yugoslava del Atlántico), perteneciente a capitalistas de Dubrovnik, y que pasó a llarmarse Jugoslavenski Lloyd o Lloyd Yugoslavo, llegando a tener 24 barcos de carga y de la que Baburizza fue presidente; fue principal accionista también de la Sociedad Nacional de Buques y Maderas, fundada en 1922, la que se dedicó un tiempo, además de a su principal negocio de exportación de maderas, a la construcción de edificios (entre ellos, el Club de la Unión), poseyó una planta entera en el Hotel Carrera de Santiago (en cuya construcción había invertido; antes de contar con ese piso, solía alojar en el Crillón cuando iba a la capital), tuvo participación en las Termas de Puyehue, fundó la Sociedad Anónima Comercial y de Inversiones y Rentas Inmobiliarias, tenía acciones en empresas mineras…

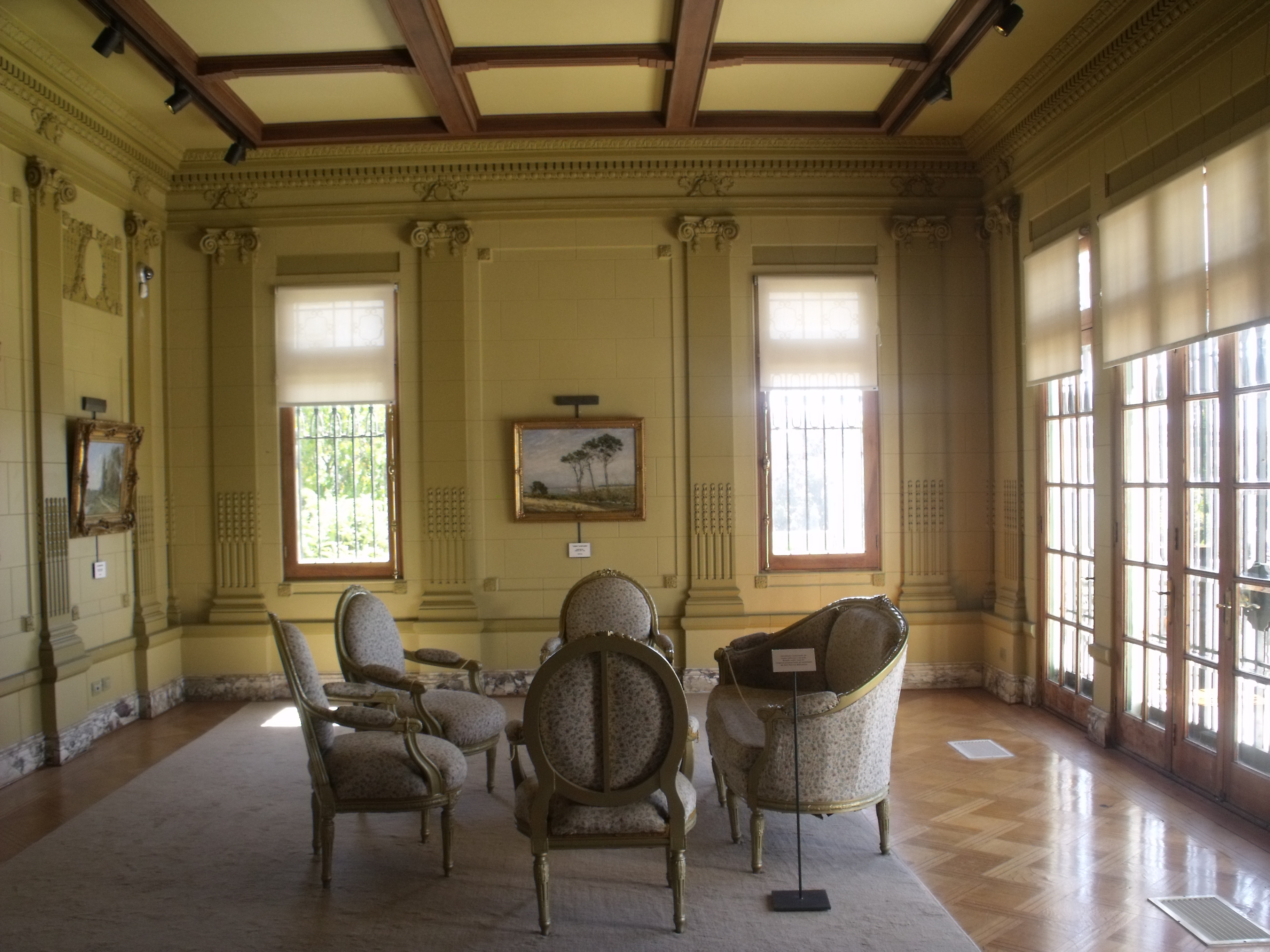
Salón en el primer piso

Luego de salvar sus capitales de la crisis, invirtió en su principal pasión: las empresas agrícolas. Las más destacadas fueron los fundos llamados Haciendas Unidas del Valle del Huasco, entre Vallenar y Freirina; la Sociedad Agrícola Hacienda Las Ventanas, las compañías agrícolas San Vicente, en Los Andes (la cual estaba relacionada con la familia de Juanita Fernández Solar), Toltén, y la Ñuble Rupanco en Chillán; la Compañía Nacional Elaboradora de Tabaco; la Sociedad Ganadera Gente Grande, La Sociedad Agrícola y Colonizadora de Llanquihue. Invirtió asimismo en la Sociedad de Frigoríficos Puerto Montt, formó la Sociedad Matadero Modelo de Valparaíso. 
Baburizza fijó su domicilio personal y comercial en Valparaíso en los años en que compró el fundo El Olivar (El Salitre, hoy parte del Jardín Botánico Nacional en Viña del Mar). En 1925 compró casi media manzana en la céntrica y prestigiosa calle Prat, donde instaló la mayoría de sus empresas: el Banco Yugoslavo, la Lautaro Nitrate Company, entre otras. Ese mismo año adquirió la mansión de estilo art-nouveau que había construido el empresario italiano Ottorino Zanelli en el cerro Alegre y donde se instalaría cuatro años más tarde, por lo que hoy es conocida como Palacio Baburizza. 

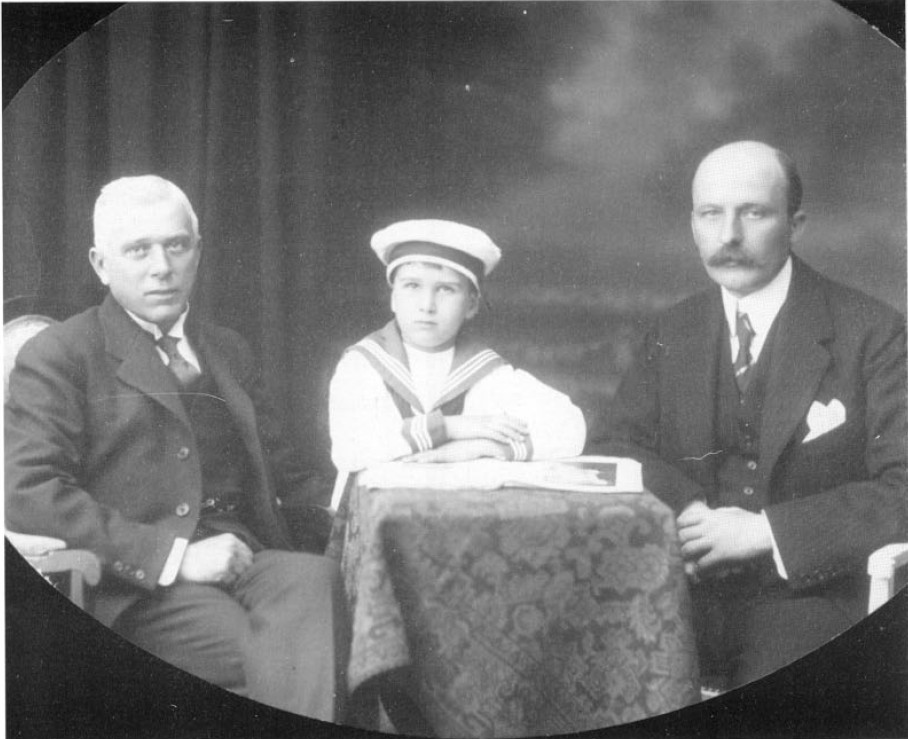
Baburizza con Luis Mitrović y el hijo de este, futuro arquitecto que proyectó el mausoleo donde descansan los restos del empresario

En 1927 Baburizza se fue a vivir a Francia, puede que por diferencias con la política económica de la dictadura de Carlos Ibáñez del Campo (Arturo Alessandri, que había sido desterrado, se encontraba en París; también estaba allí Gustavo Ross). Residía en una gran casa ubicada en el nº23 de la avenida Dubois (Foch a partir de 1929). Fue desde la capital francesa que dio orden de vender sus acciones en la salitrera más importante.
Baburizza padecía de tuberculosis, enfermedad que le causó la muerte la madrugada del 13 de agosto de 1941, en la ciudad de Los Andes. Tenía 66 años. Según su testamento, gran parte de su fortuna fue legada a ciudades e instituciones de Chile y de Yugoslavia (actual Croacia). Su pinacoteca pasó a manos de Valparaíso y su fundo El Salitre es parte del actual Jardín Botánico Nacional de Chile, en Viña del Mar.
Su hacienda en Los Andes pasó a formar parte del Instituto Agrícola Pascual Baburizza, creado en su testamento con sus derechos en la sociedad agrícola, que es administrado por la familia Luksic.
Sepultado en el Cementerio N° 1 de Valparaíso, sus restos descansan en el mausoleo proyectado por el arquitecto Luis Mitrović Balbontín, hijo de Lujo Mitrović Puljizević, quien había sido uno de sus socios.

## Baburizza patriota, filántropo y coleccionista
Baburizza —atractivo, 1,70 metros de estatura, ojos claros, pelo rubio muy fino, que fue perdiendo para dar paso a una calvicie prematura— era un hombre poco comunicativo, solitario, que permaneció soltero y del que no se conocen amores. Elegante en el vestir, refinado en gustos y modales, el Diccionano Histórico Biográfico de Virgilio Figueroa consignaba en 1928 que "con sus amigos es afable y deferente y en su casa, de un confort elegante y severo, abundan las flores que alegran el espíritu y los libros que ensanchan los horizontes de la cultura y la vida. A pesar de sus cincuenta años, está en la plenitud del vigor físico y su complexión, sana robusta, demuestra la honestidad de sus costumbres y de su estado de soltería".
Activista por su patria, fue presidente de la Defensa Nacional Yugoslava para América del Sur que organizó la recolección de fondos en el subcontinente para contribuir a la liberación y unificación de los pueblos sudeslavos de los Balcanes. Financió ese movimiento, así como también los periódicos Jugoslavija, que se editaba en Antofagasta y Abecé, fundado en 1917 en esa misma ciudad y dirigido por Mateo Škarnić. Entregaba constantemente aportes en libras esterlinas a la Cruz Roja Internacional para auxiliar a los heridos y prisioneros yugoslavos de guerra. Su labor de beneficencia se extendió a muchas otras instituciones. El rey Alejandro de Yugoslavia lo nombró Gran Dignatario y senador Vitalicio del Reino y fue distinguido también con la orden de San Sava y con el título de Ciudadano Honorario de Dubrovnik.
Fue mecenas del Colegio Yugoslavo de Antofagasta y del Cuerpo de Bomberos (particularmente, de la Compañía n.º 3 Dalmacia), de esa ciudad, que en 1925 pasó a llamarse Bomba Yugoslava Pascual Baburizza; donó asimismo un carro telescópico a la 9.ª Compañía Zapadores Freire de Valparaíso).
Como coleccionista de arte, Baburizza no fue un visionario, en el sentido que no adquirió obras de pintores que después serían considerados genios y sus cuadros valorizados en millones de dólares; como señala Hernán Rodríguez, curador del Proyecto Reapertura del Museo Municipal de Bellas Artes de Valparaíso, "no estaba comprando a los impresionistas ni a Picasso ni a Braque, sino la pintura que era considerada valiosa en ese momento, los paisajes del siglo XIX". La pinacoteca que reunió "obedece a los cánones estéticos de un coleccionista no sofisticado de primera mitad del siglo XX".

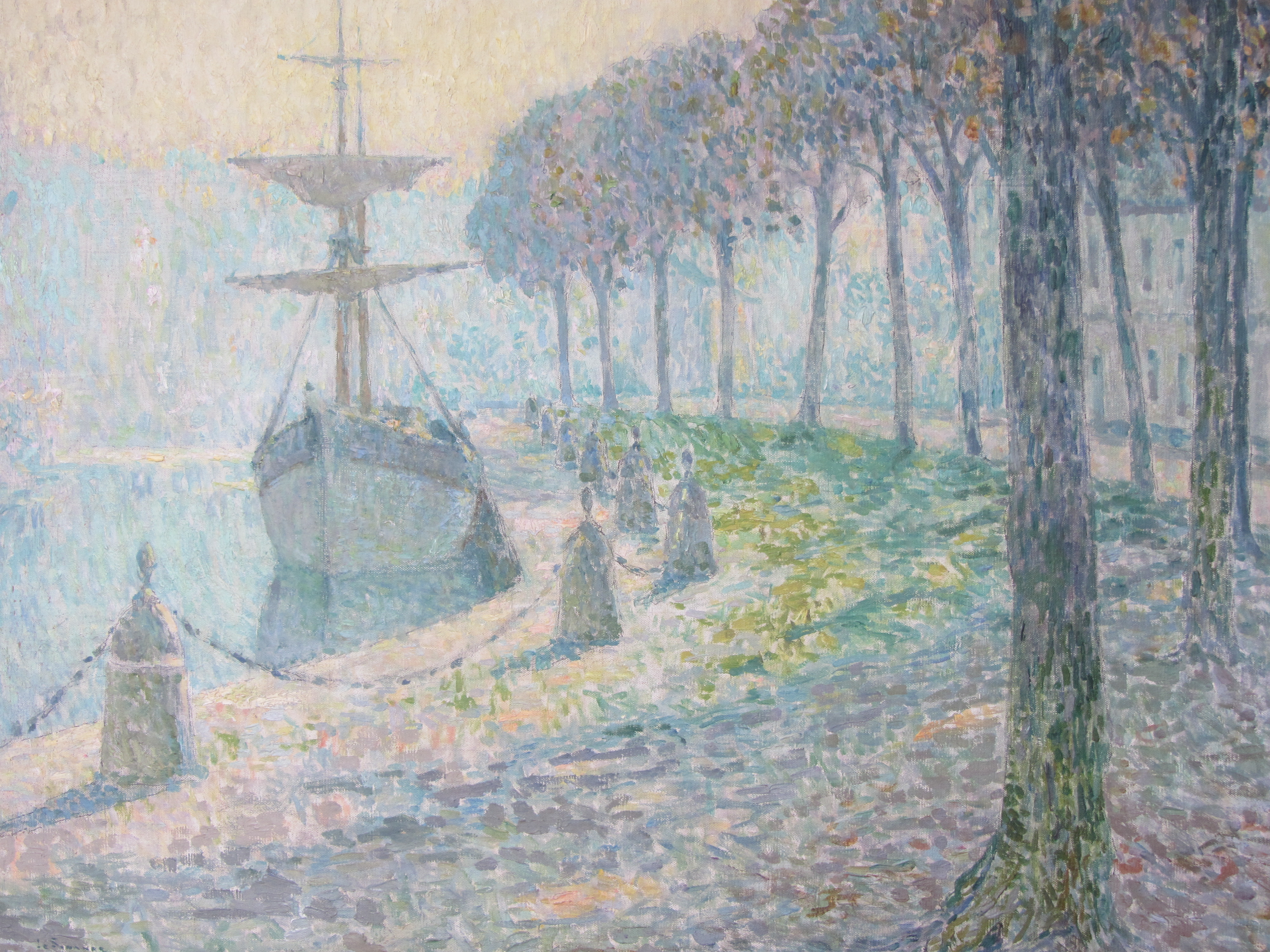
Henri Le Sidaner. Niebla en la Midi, óleo de la Colección Baburizza

Baburizza reunió poco menos de 80 cuadros, que fue adquiriendo en sus viajes a Europa; algunos los adquirió a la muerte de Carlos Van Buren, que tenía un colección de pintura en la misma línea que Baburizza. Van Buren legó todas sus cosas a instituciones de caridad para que las remataran y dejó una carta por la que invitaba a todos sus amigos de Valparaíso y Viña del Mar a comprar las obras que reunió, para ayudar a las instituciones de beneficencia. 
Los 71 cuadros legados por el empresario yugoslavo forman hoy la Colección Baburizza o de Pintura Europea, que ocupa el primer piso del citado Museo (precisamente esta planta se ha conservado como en la época de Baburizza). La pintura más antigua comprada por Baburizza data de 1840 y la más nueva, de 1930. Entre ellas destaca En la playa de Trouville, de Eugène Boudin, pintor considerado precursor del impresionismo, Niebla en la Midi, de Henri Le Sidaner, cercano al puntillismo. También las hay de famosos retratistas de la época, como William Ablett, que era apreciado por sus pinturas boudoir de mujeres de la época del art-decó.

## Galería

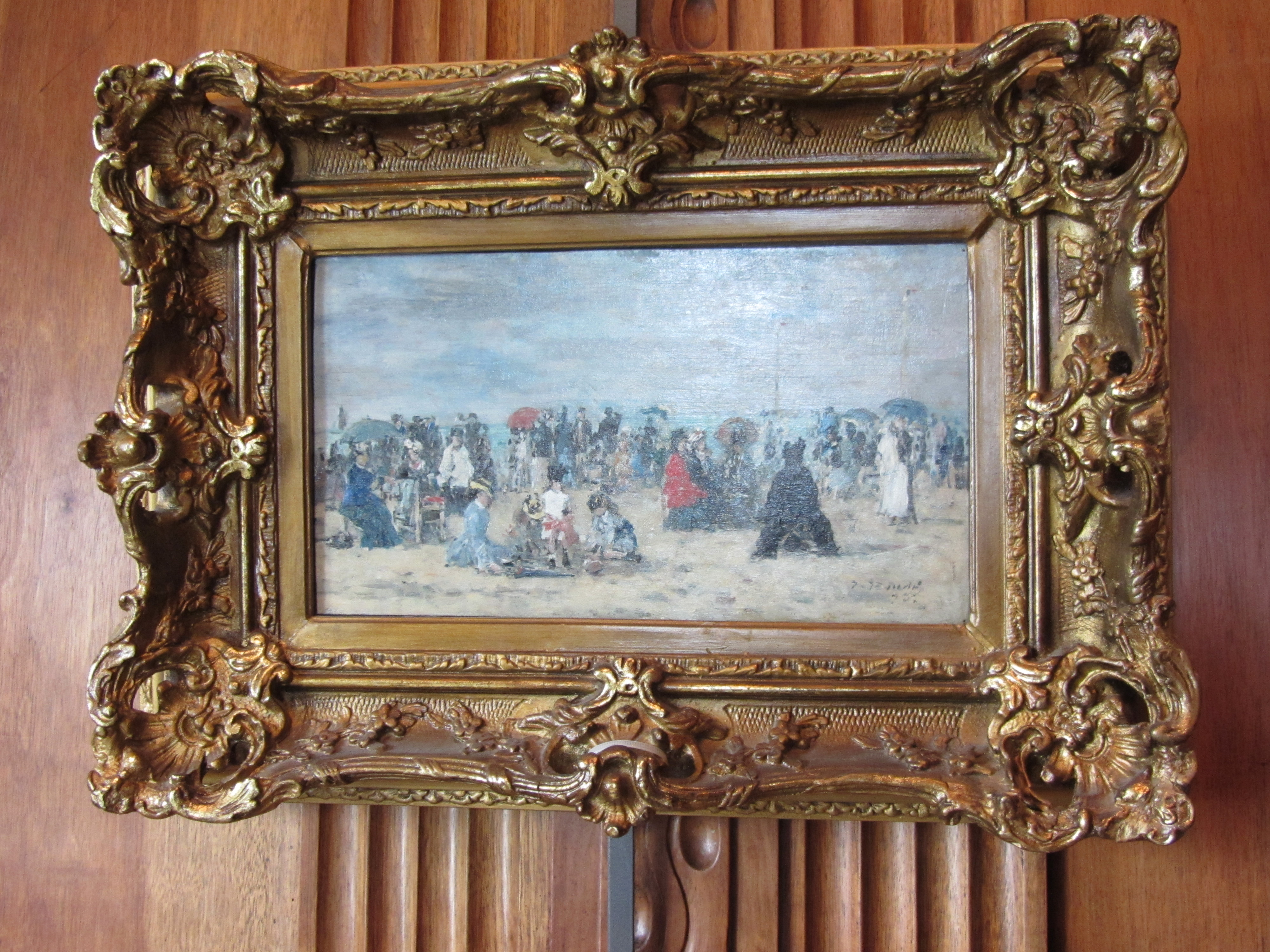
Eugene Boudin. En la playa de Trouville
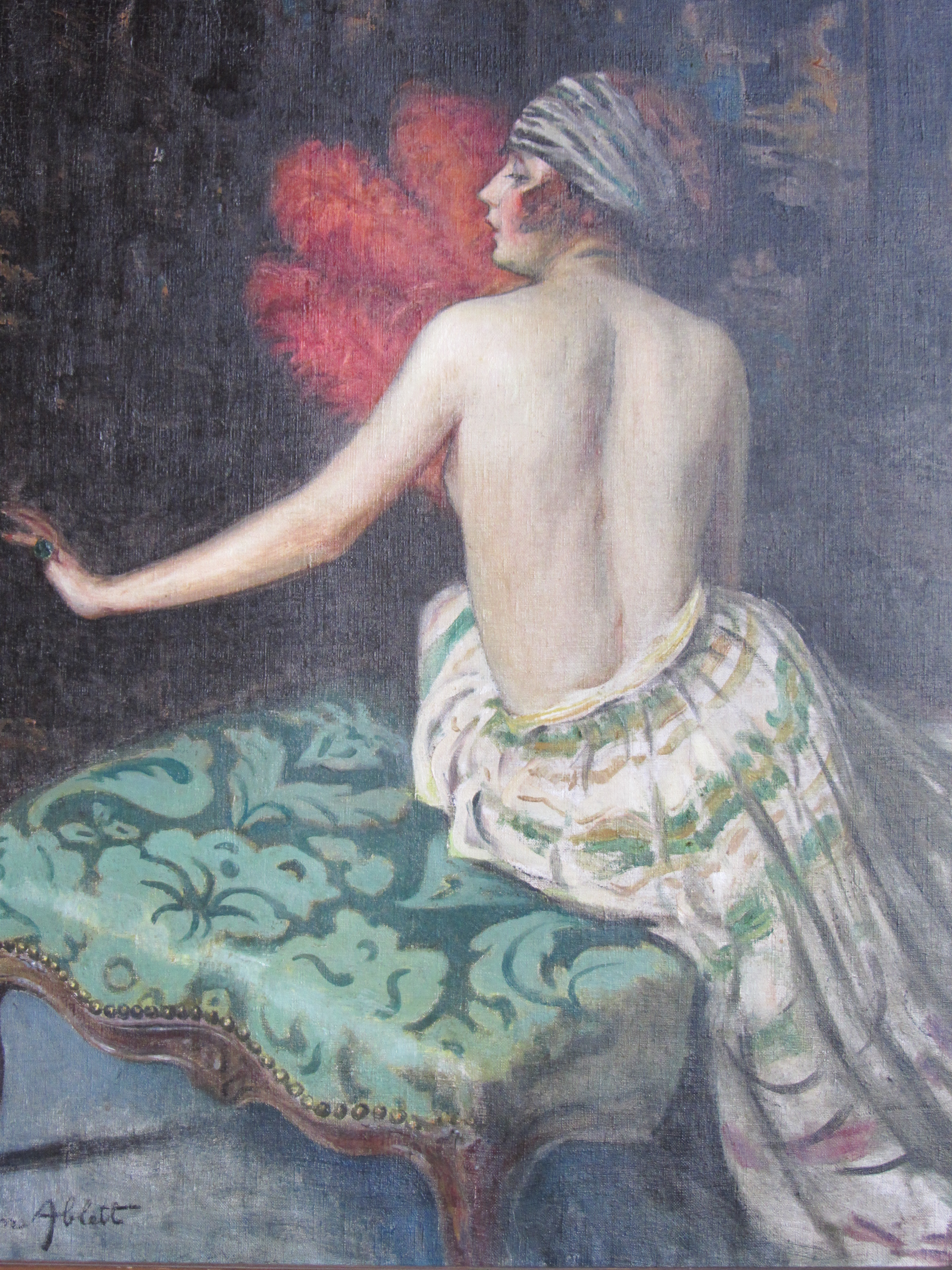
William Ablett. La dama de la gema verde
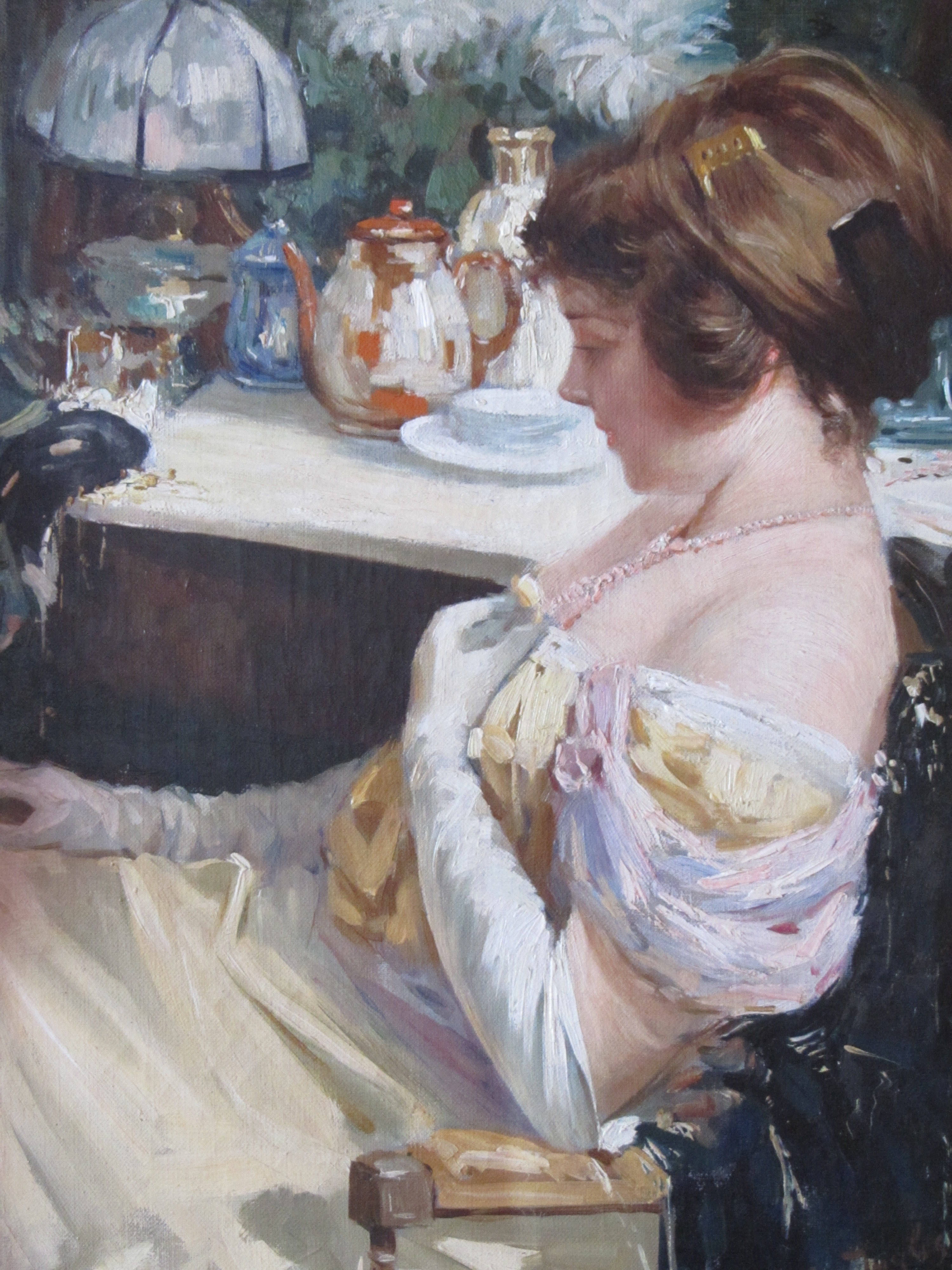
Ulises Caputo. La prima donna
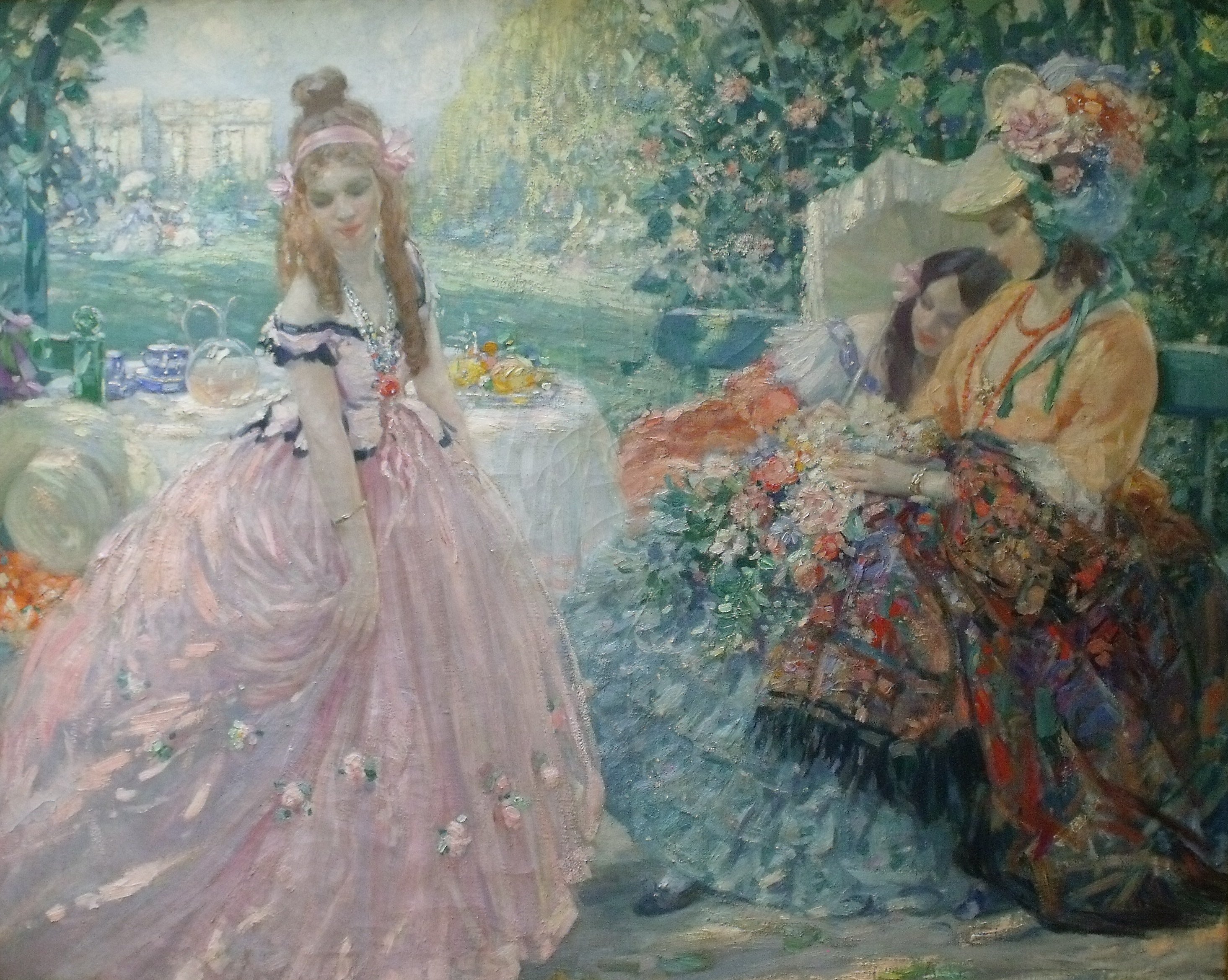
Gennaro Befani. Primavera
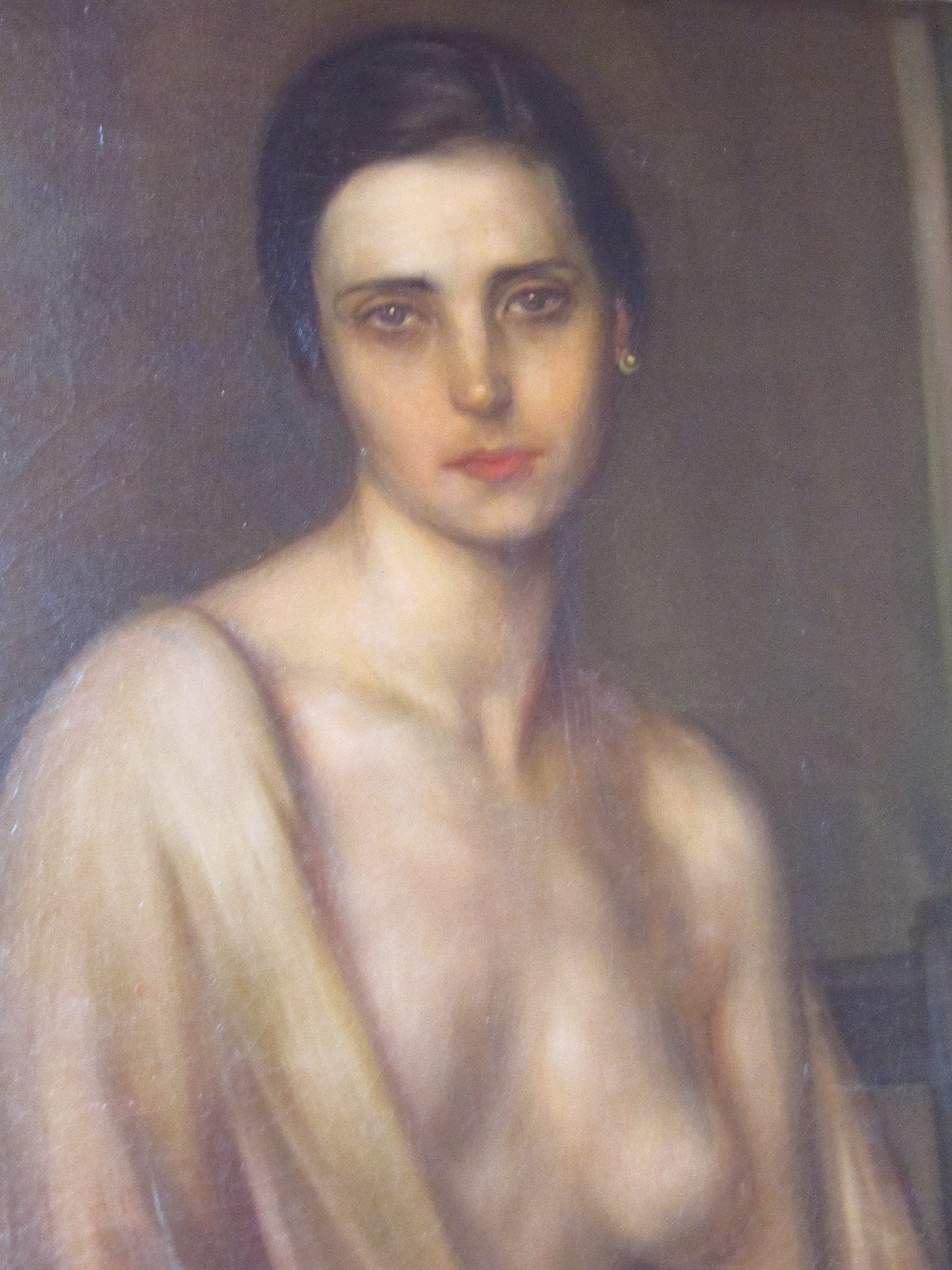
Julio Romero de Torres. Carmen, la desolada, detalle
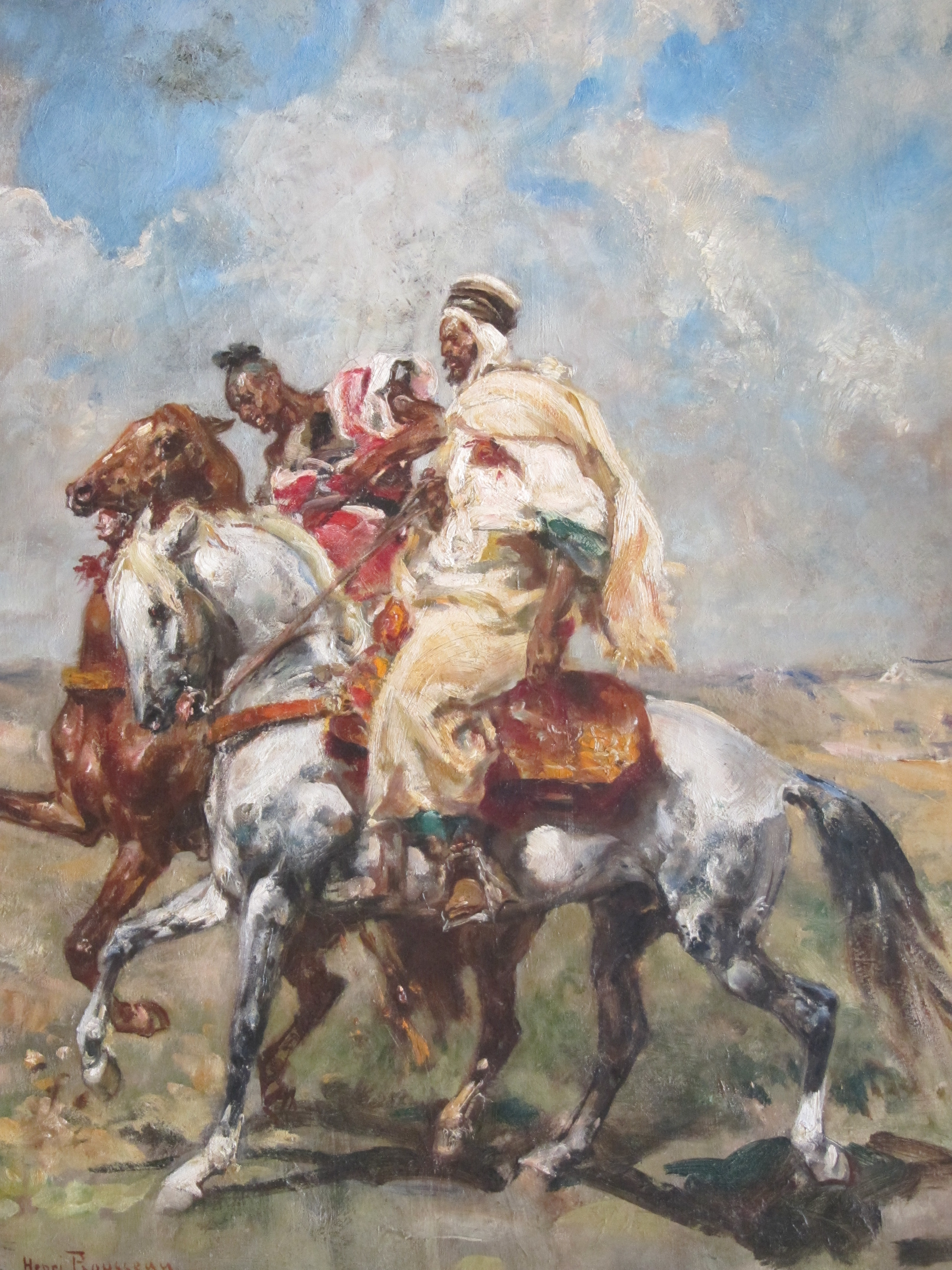
Henri Émilien Rousseau. Los guerreros árabes
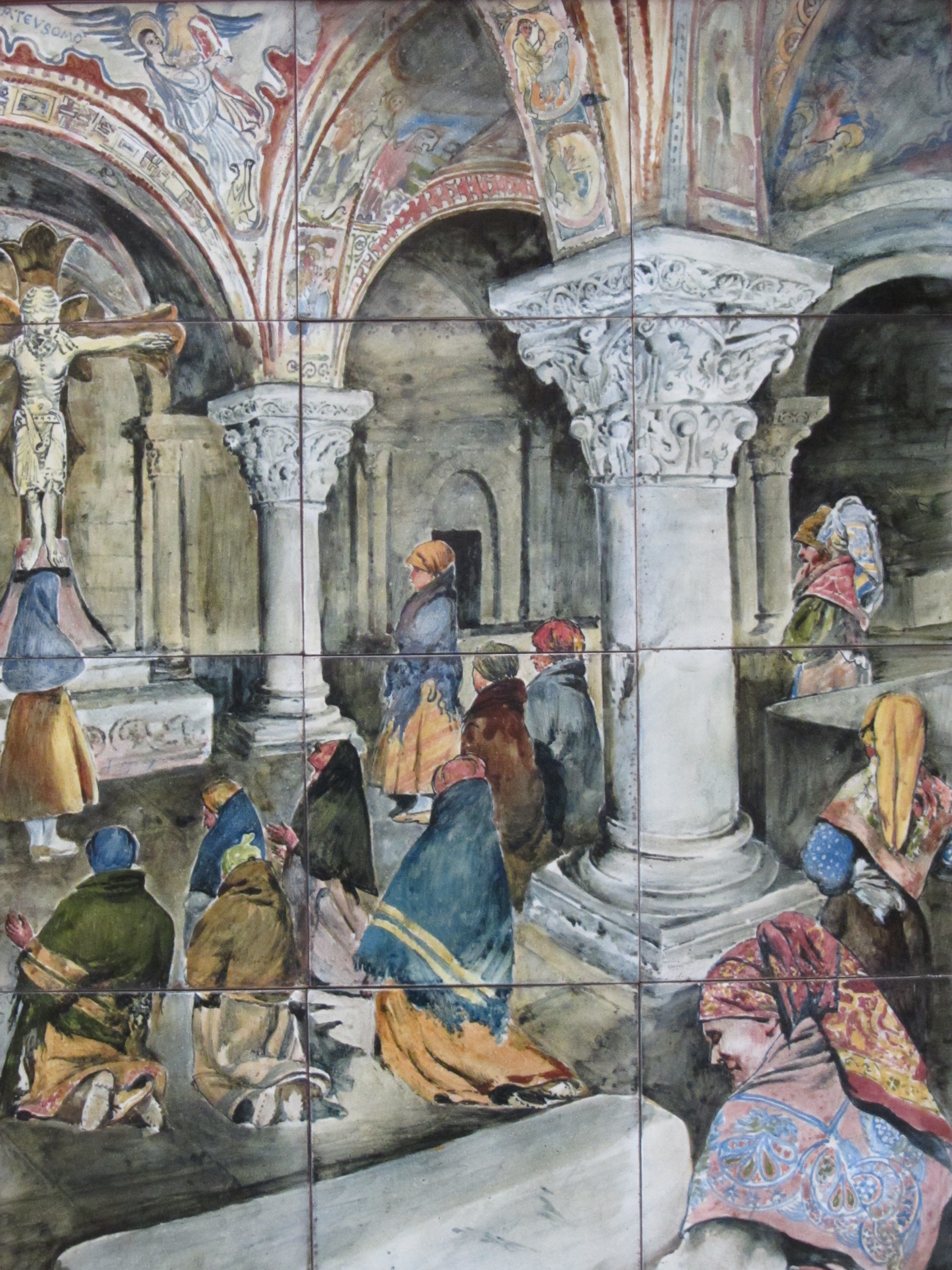
Daniel Zuloaga. Interior Capilla de San Juan